# André-Marcel Adamek
 (janvier 2024).
Si vous disposez d'ouvrages ou d'articles de référence ou si vous connaissez des sites web de qualité traitant du thème abordé ici, merci de compléter l'article en donnant les références utiles à sa vérifiabilité et en les liant à la section « Notes et références ».
André-Marcel Adamek, de son vrai nom Dammekens, né à Gourdinne le 3 mai 1946, et mort à Érezée le 31 août 2011, est un écrivain belge d'expression française.
Ses archives sont conservées aux Archives et Musée de la Littérature depuis 2022.

## Biographie
Adamek est né à Gourdinne en 1946, d’un père cheminot belge et d’une mère normande, fille de marin. Ce dernier trait instruit la thématique marine de son œuvre, d'où son avant-dernier roman, paru en 1999, chez Bernard Gilson et Castor Astral Le plus grand sous-marin du monde. Sa vie d’errance le conduira vers cette mer, comme elle poussera son héros de cet autre récit fabuleux, La fête interdite, paru en 1999 (et réédité en micro-roman chez Bernard Gilson en 1999).
Tour à tour steward sur la malle Ostende-Douvres, fabricant et commerçant de jouets (on lui doit l’invention de la crèche parlante et du porte-bouteilles superposable), grossiste en papeteries, éleveur de chèvres en Ardenne, ensuite nègre puis éditeur installé aux confins de l’Ardenne et la Famenne (les éditions Memory Press). Il a notamment édité Albin-Georges Terrien.
André-Marcel Adamek meurt à 65 ans, le 31 août 2011, après de longues années de maladie.

## Œuvres
« Redynamisant le roman par des intrigues fougueuses, un comique fraternel, un sens du fantastique, il raconte la vie de gens simples évoluant dans une nature fabuleuse, et imprime à ses œuvres une couleur poétique non exempte de truculence. »

— Pascale Haubruge, Le Soir
Parfaitement construits, écrits dans une langue maîtrisée et classique qui laisse la bride au récit, ces romans ne sont pas à proprement parler fantastiques ainsi que pourrait le faire croire une édition en un seul volume de plusieurs œuvres à la Renaissance du Livre, sous le titre de Les maîtres de l’Imaginaire. Plutôt fabuleux. Au sens multiple du terme. Tenant de la fable moderne, du symbolique et d’un imaginaire proche du quotidien, « réalistes » en quelque sorte. Ce mariage étrange, difficile à cerner dans un commentaire, innerve la nature du roman d’Adamek.
Ce nom d’emprunt est étrange : il y a de l’Adam en lui, ou la recherche du mystère humain, d’une humanité oscillant entre l’appel du large (et de l’infini inatteignable, encore le thème de la mer), et un enracinement forcé dans la terre, le lieu, la grotte parfois, tel ce héros du Maître des jardins noirs (aux éditions Bernard Gilson en micro-roman ou à la Renaissance du Livre).
Ce voyage vers l’ailleurs et cet enfoncement dans la glèbe articule entre autres thèmes, l’univers du romancier fantastique qui nous revient avec un roman destiné à la jeunesse mais que l’adulte appréciera comme les autres récits, Le retour au village d’hiver (Labor, 2002).
Dans son roman L’Oiseau des morts (réédition en micro-roman, Bernard Gilson, 1997), l’auteur centre son récit uniquement sur une corneille.

### Œuvres principales
- 1965 : L’Arc-en-cœur, recueil de poèmes
- 1970 : Oxygène ou les Chemins de Mortmandie
- 1974 : Le Fusil à pétales (prix Rossel 1974)
- 1977 : La Hyde, conte fantastique pour la télévision
- 1984 : Un imbécile au soleil (prix Jean Macé 1984)
- 1992 : La Couleur des abeilles
- 1993 : Le Maître des jardins noirs
- 1995 : L’Oiseau des morts (prix triennal du roman de la Communauté française 1997)
- 1997 : La Fête interdite (prix littéraire Bordelaise de Lunetterie 1998)
- 1999 : Le Plus Grand Sous-marin du monde (prix du Parlement de la Communauté française 2000)
- 2002 : Retour au village d'hiver
- 2003 : La Grande Nuit (prix Marcel Thiry 2004, prix des Lycéens 2005)
- 2006 : Contes tirés du vin bleu, recueil de nouvelles
- 2008 : Le Sang du gourou
- 2009 : Le Roman fauve, tome I : Les Rouges Portes de Lorraine
- 2010 : Le Roman fauve, tome II : Les Oriflammes du nord
- 2011 : Randah, la fille aux cheveux rouges